# Pseudomacrochiron
Pseudomacrochiron är ett släkte av kräftdjur. Pseudomacrochiron ingår i familjen Macrochironidae.
Släktet innehåller bara arten Pseudomacrochiron fucicolum.